# Hoplopleura trispinosa
Hoplopleura trispinosa ist eine bei den Neuweltlichen Gleithörnchen parasitierende echte Tierlaus.

## Merkmale
Weibchen sind 0,75 mm lang, ihr Kopf 0,15 mm, das Abdomen 0,55 mm lang und 0,4 mm breit. Das Vorderende des Kopfes ist spitz, die Augenhöcker sind deutlich. Der Hinterhauptsrand steht spitz hervor. Vor den Fühlern findet sich beidseits eine braune, sklerotisierte Fläche. Unmittelbar hinter ihnen ist eine markante Quernaht sichtbar. Das erste Antennensegment ist das größte, das zweite zwar etwa ebenso lang, aber schlanker, die übrigen drei sind deutlich kleiner. Der Thorax ist sechseckig und breiter als lang. Der hintere Rand des Prothorax trägt beiderseits ein Haar im Bereich der Tracheenöffnung. Die Sternalplatte ist dreieckig, die Seitenränder länger als der Vorderrand.
Die Beine sind gattungstypisch, allerdings sind die Projektionen am Vorderrand der Tibiae des dritten Beinpaars sehr klein. Das Abdomen ist längsoval. Im ersten Segment findet sich ein Sklerit mit zwei weit auseinanderstehenden Borstenpaaren. Jedes Sklerit des dritten Segments hat sieben Borsten, das vierte bis siebte Segment je drei Skleriten mit je 10 bis 14 Dornen. Das achte Segment hat ein Sklerit mit sechs Dornen, das neunte zwei kleine Borsten. Die Pleuriten des ersten Segments sind klein und zahnartig, die des zweiten Segments tragen einen messerartigen Fortsatz am bauchseitigen Hinterrand und zwei Borsten am Hinterrand. Die Pleuriten des dritten bis sechsten Segments sind mit einem schlanken Zahn im hinteren Winkel und zwei Borsten am Hinterrand besetzt. Die Pleuriten 8 und 9 sind nicht bezahnt, haben aber zwei lange Borsten. Das Sternum des zweiten Abdominalsegments ist mit einer Reihe von sechs kleinen Dornen besetzt. Das dritte bis achte Segment haben bauchseitig jeweils drei Skleriten. Das erste Sklerit des dritten Segments ist beidseits mit je vier Borsten besetzt, von denen das innere Paar sehr klein ist, die anderen drei lang und auffällig sind.
Die Art ähnelt am ehesten Hoplopleura arboricola, kann aber leicht anhand der Form der Sternalplatte und der sechs langen Borsten am bauchseitigen ersten Sklerit des dritten Bauchsegments abgegrenzt werden.